# Floribundaria setschwanica
Floribundaria setschwanica là một loài Rêu trong họ Meteoriaceae. Loài này được Broth. miêu tả khoa học đầu tiên năm 1924.